# Goniaster
Goniaster is een geslacht van zeesterren, en het typegeslacht van de familie Goniasteridae.				

## Soort
- Goniaster tessellatus (Lamarck, 1816)